# Cărțile lui Jeu
Cărțile lui Jeu sunt două texte gnostice considerate parte din Apocrifele Noului Testament . Cel mai vechi exemplar este scris în Coptă, și apare ca parte a Codexului Bruce .

## Diagrame ilustrative
Una dintre caracteristicile neobișnuite ale Cărților lui Jeu este că în acestea  predomină incantații mistice și diagrame ezoterice similare, de multe ori incluzând cercuri concentrice și pătrate. Ca multe din învățăturile gnostice, au fost concepute pentru a fi înțelese odată ce a fost atins un anumit nivel de înțelegere, astfel fiind considerate de către un observator obișnuit a fi obscure ca sens sau scop. Textul e cunoscut de scurtă vreme, motiv pentru care nu există multă cercetare academică făcută pe el, cu toate acestea, par a fi un fel de manual pentru una sau mai multe ritualuri gnostice.